# Đội tuyển bóng đá trong nhà quốc gia Myanmar
Đội tuyển bóng đá trong nhà quốc gia Myanmar được quản lý bởi Liên đoàn bóng đá Myanmar, cơ quan quản lý bóng đá trong nhà ở Myanmar và đại diện cho quốc gia này tại các giải đấu bóng đá trong nhà quốc tế.

## Các giải đấu

### Giải vô địch bóng đá trong nhà thế giới
| Kỷ lục Giải vô địch bóng đá trong nhà thế giới | Kỷ lục Giải vô địch bóng đá trong nhà thế giới | Kỷ lục Giải vô địch bóng đá trong nhà thế giới | Kỷ lục Giải vô địch bóng đá trong nhà thế giới | Kỷ lục Giải vô địch bóng đá trong nhà thế giới | Kỷ lục Giải vô địch bóng đá trong nhà thế giới | Kỷ lục Giải vô địch bóng đá trong nhà thế giới | Kỷ lục Giải vô địch bóng đá trong nhà thế giới | Kỷ lục Giải vô địch bóng đá trong nhà thế giới |
| Năm                                            | Vòng                                           | ST                                             | T                                              | H*                                             | B                                              | BT                                             | BB                                             | HS                                             |
| ---------------------------------------------- | ---------------------------------------------- | ---------------------------------------------- | ---------------------------------------------- | ---------------------------------------------- | ---------------------------------------------- | ---------------------------------------------- | ---------------------------------------------- | ---------------------------------------------- |
| 2008                                           | Không tham dự                                  | Không tham dự                                  | Không tham dự                                  | Không tham dự                                  | Không tham dự                                  | Không tham dự                                  | Không tham dự                                  | Không tham dự                                  |
| 2012                                           | Không vượt qua vòng loại                       | Không vượt qua vòng loại                       | Không vượt qua vòng loại                       | Không vượt qua vòng loại                       | Không vượt qua vòng loại                       | Không vượt qua vòng loại                       | Không vượt qua vòng loại                       | Không vượt qua vòng loại                       |
| 2016                                           | Không vượt qua vòng loại                       | Không vượt qua vòng loại                       | Không vượt qua vòng loại                       | Không vượt qua vòng loại                       | Không vượt qua vòng loại                       | Không vượt qua vòng loại                       | Không vượt qua vòng loại                       | Không vượt qua vòng loại                       |
| 2020                                           | Không vượt qua vòng loại                       | Không vượt qua vòng loại                       | Không vượt qua vòng loại                       | Không vượt qua vòng loại                       | Không vượt qua vòng loại                       | Không vượt qua vòng loại                       | Không vượt qua vòng loại                       | Không vượt qua vòng loại                       |
| 2024                                           | Không vượt qua vòng loại                       | Không vượt qua vòng loại                       | Không vượt qua vòng loại                       | Không vượt qua vòng loại                       | Không vượt qua vòng loại                       | Không vượt qua vòng loại                       | Không vượt qua vòng loại                       | Không vượt qua vòng loại                       |
| Tổng số                                        | 0/9                                            | .                                              | .                                              | .                                              | .                                              | .                                              | .                                              | .                                              |

### Cúp bóng đá trong nhà châu Á
| Kỷ lục Cúp bóng đá trong nhà châu Á | Kỷ lục Cúp bóng đá trong nhà châu Á | Kỷ lục Cúp bóng đá trong nhà châu Á | Kỷ lục Cúp bóng đá trong nhà châu Á | Kỷ lục Cúp bóng đá trong nhà châu Á | Kỷ lục Cúp bóng đá trong nhà châu Á | Kỷ lục Cúp bóng đá trong nhà châu Á | Kỷ lục Cúp bóng đá trong nhà châu Á | Kỷ lục Cúp bóng đá trong nhà châu Á |
| Năm                                 | Vòng                                | ST                                  | T                                   | H*                                  | B                                   | BT                                  | BB                                  | HS                                  |
| ----------------------------------- | ----------------------------------- | ----------------------------------- | ----------------------------------- | ----------------------------------- | ----------------------------------- | ----------------------------------- | ----------------------------------- | ----------------------------------- |
| 2008                                | Không tham dự                       | Không tham dự                       | Không tham dự                       | Không tham dự                       | Không tham dự                       | Không tham dự                       | Không tham dự                       | Không tham dự                       |
| 2010                                | Không vượt qua vòng loại            | Không vượt qua vòng loại            | Không vượt qua vòng loại            | Không vượt qua vòng loại            | Không vượt qua vòng loại            | Không vượt qua vòng loại            | Không vượt qua vòng loại            | Không vượt qua vòng loại            |
| 2012                                | Không vượt qua vòng loại            | Không vượt qua vòng loại            | Không vượt qua vòng loại            | Không vượt qua vòng loại            | Không vượt qua vòng loại            | Không vượt qua vòng loại            | Không vượt qua vòng loại            | Không vượt qua vòng loại            |
| 2014                                | Không vượt qua vòng loại            | Không vượt qua vòng loại            | Không vượt qua vòng loại            | Không vượt qua vòng loại            | Không vượt qua vòng loại            | Không vượt qua vòng loại            | Không vượt qua vòng loại            | Không vượt qua vòng loại            |
| 2016                                | Không vượt qua vòng loại            | Không vượt qua vòng loại            | Không vượt qua vòng loại            | Không vượt qua vòng loại            | Không vượt qua vòng loại            | Không vượt qua vòng loại            | Không vượt qua vòng loại            | Không vượt qua vòng loại            |
| 2018                                | Vòng bảng                           | 3                                   | 0                                   | 0                                   | 3                                   | 5                                   | 22                                  | -17                                 |
| 2020                                | Không vượt qua vòng loại            | Không vượt qua vòng loại            | Không vượt qua vòng loại            | Không vượt qua vòng loại            | Không vượt qua vòng loại            | Không vượt qua vòng loại            | Không vượt qua vòng loại            | Không vượt qua vòng loại            |
| 2022                                | Không vượt qua vòng loại            | Không vượt qua vòng loại            | Không vượt qua vòng loại            | Không vượt qua vòng loại            | Không vượt qua vòng loại            | Không vượt qua vòng loại            | Không vượt qua vòng loại            | Không vượt qua vòng loại            |
| 2024                                | Vòng bảng                           | 3                                   | 1                                   | 1                                   | 1                                   | 4                                   | 7                                   | -3                                  |
| Tổng số                             | 2/17                                | 6                                   | 1                                   | 1                                   | 4                                   | 9                                   | 29                                  | -20                                 |

### Giải vô địch bóng đá trong nhà Đông Nam Á
| Kỷ lục Giải vô địch bóng đá trong nhà Đông Nam Á | Kỷ lục Giải vô địch bóng đá trong nhà Đông Nam Á | Kỷ lục Giải vô địch bóng đá trong nhà Đông Nam Á | Kỷ lục Giải vô địch bóng đá trong nhà Đông Nam Á | Kỷ lục Giải vô địch bóng đá trong nhà Đông Nam Á | Kỷ lục Giải vô địch bóng đá trong nhà Đông Nam Á | Kỷ lục Giải vô địch bóng đá trong nhà Đông Nam Á | Kỷ lục Giải vô địch bóng đá trong nhà Đông Nam Á | Kỷ lục Giải vô địch bóng đá trong nhà Đông Nam Á |
| Năm                                              | Vòng                                             | ST                                               | T                                                | H*                                               | B                                                | BT                                               | BB                                               | HS                                               |
| ------------------------------------------------ | ------------------------------------------------ | ------------------------------------------------ | ------------------------------------------------ | ------------------------------------------------ | ------------------------------------------------ | ------------------------------------------------ | ------------------------------------------------ | ------------------------------------------------ |
| 2006                                             | Hạng ba                                          | 4                                                | 2                                                | 0                                                | 2                                                | 23                                               | 31                                               | -8                                               |
| 2007                                             | Vòng bảng                                        | 3                                                | 1                                                | 0                                                | 2                                                | 16                                               | 20                                               | -4                                               |
| 2008                                             | Vòng bảng                                        | 3                                                | 1                                                | 0                                                | 2                                                | 10                                               | 13                                               | -3                                               |
| 2009                                             | Vòng bảng                                        | 3                                                | 0                                                | 0                                                | 3                                                | 10                                               | 24                                               | -14                                              |
| 2010                                             | Vòng bảng                                        | 4                                                | 0                                                | 0                                                | 4                                                | 7                                                | 22                                               | -15                                              |
| 2012                                             | Vòng bảng                                        | 4                                                | 1                                                | 0                                                | 3                                                | 11                                               | 19                                               | -8                                               |
| 2013                                             | Vòng bảng                                        | 4                                                | 2                                                | 0                                                | 2                                                | 19                                               | 10                                               | +9                                               |
| 2014                                             | Vòng bảng                                        | 4                                                | 2                                                | 0                                                | 2                                                | 31                                               | 13                                               | +18                                              |
| 2015                                             | Vòng bảng                                        | 4                                                | 2                                                | 0                                                | 2                                                | 27                                               | 9                                                | +18                                              |
| 2016                                             | Á quân                                           | 5                                                | 4                                                | 0                                                | 1                                                | 26                                               | 18                                               | +8                                               |
| 2017                                             | Hạng ba                                          | 6                                                | 3                                                | 1                                                | 2                                                | 46                                               | 15                                               | +31                                              |
| 2018                                             | Vòng bảng                                        | 3                                                | 1                                                | 0                                                | 2                                                | 14                                               | 10                                               | +4                                               |
| 2019                                             | Hạng tư                                          | 5                                                | 2                                                | 0                                                | 2                                                | 25                                               | 24                                               | +1                                               |
| 2022                                             | Hạng tư                                          | 5                                                | 2                                                | 2                                                | 1                                                | 19                                               | 12                                               | +7                                               |
| Tổng số                                          | 14/17                                            | 57                                               | 23                                               | 3                                                | 30                                               | 284                                              | 240                                              | +44                                              |

*Các trận đấu loại trực tiếp quyết định nhờ loạt sút luân lưu được tính là hòa.
**Màu viền đỏ cho biết giải đấu được tổ chức trên sân nhà..

## Cầu thủ

### Đội hình hiện tại
Dưới đây là các cầu thủ đã được đặt tên cho Giải vô địch bóng đá trong nhà châu Á 2018.
| 0#0 | Vị trí | Cầu thủ         | Ngày sinh và tuổi | Câu lạc bộ  |
| --- | ------ | --------------- | ----------------- | ----------- |
| 1   | TM     | Yan Paing Hein  |                   | MIC         |
| 2   | TM     | Zwe Pyae Sone   | 18 tháng 10, 1994 |             |
| 3   | FP     | Ko Ko Lwin      | 4 tháng 11, 1996  |             |
| 4   | FP     | Kaung Chit Thu  | 22 tháng 2, 1991  |             |
| 5   | FP     | Hein Min Soe    | 7 tháng 5, 1990   | MIC         |
| 6   | FP     | Naing Ye Kyaw   | 24 tháng 4, 1993  | MIC         |
| 7   | FP     | Myo Myint Soe   | 16 tháng 5, 1991  | Pyay United |
| 8   | FP     | Sai Pyone Aung  | 27 tháng 11, 1992 | Pyay United |
| 9   | FP     | Pyae Phyo Maung | 15 tháng 11, 1988 | Pyay United |
| 10  | FP     | Khin Zaw Lin    | 11 tháng 7, 1993  |             |
| 11  | FP     | Nyein Min Soe   | 19 tháng 5, 1996  | Pyay United |
| 12  | FP     | Ye Lin Tun      | 16 tháng 9, 1998  |             |
| 13  | FP     | Aung Zin Oo     | 19 tháng 12, 1993 | Pyay United |
| 14  | FP     | Pyae Phyo Maung | 9 tháng 1, 1992   |             |

### Đội hình trước
| Giải vô địch bóng đá trong nhà châu Á - Đội hình giải vô địch bóng đá trong nhà châu Á 2018 |